# 나루토×보루토 닌자 볼테이지
Nxb nv는 투니버스, 도쿄tv 등...에서 방영한 만화 나루토와 보루토를 다루어 만든 RPG게임이다. 여러 가지 캐릭터와 이벤트가 어우러진 재미있는 게임이다.
만화 안에 있는 것과 없는 것이 따로 있다.